# Municipio de Wilmington (condado de Mercer)
El municipio de Wilmington  (en inglés, Wilmington Township) es un municipio ubicado en el condado de Mercer, Pensilvania, Estados Unidos. Según el censo de 2020, tiene una población de 1420 habitantes.
Es una comunidad dedicada principalmente a la agricultura, con pequeñas zonas industriales, comerciales y residenciales.

## Geografía
Está ubicado en las coordenadas 41°8′56″N 80°19′4″O / 41.14889, -80.31778(41.148987, -80.317774).

## Demografía
Según la Oficina del Censo, en 2000 los ingresos medios de los hogares eran de $38,068 y los ingresos medios de las familias eran de $45,417. Los hombres tenían unos ingresos medios de $33,036 frente a $21,250 para las mujeres. Los ingresos per cápita eran de $17,719. Alrededor del 16.2% de la población estaba por debajo del umbral de pobreza.
De acuerdo con la estimación 2016-2020 de la Oficina del Censo, los ingresos medios de los hogares son de $59,688 y los ingresos medios de las familias son de $76,359. Alrededor del 11.2% de la población está por debajo del umbral de pobreza.